# Campionato africano maschile di pallacanestro 1980
Il 10º Campionato Africano Maschile di Pallacanestro FIBA si è svolto dal 22 al 30 marzo 1980 a Rabat in  Marocco. Il torneo è stato vinto dal Senegal.
I Campionati africani maschili di pallacanestro sono una manifestazione disputata dalle squadre nazionali del continente, organizzata dalla FIBA Africa, all'epoca AFABA.

## Squadre partecipanti
| Gruppo A                                             | Gruppo B                                                                 |
| ---------------------------------------------------- | ------------------------------------------------------------------------ |
| - Angola - Costa d'Avorio - Guinea - Marocco - Zaire | - Algeria - Congo-Brazzaville - Mauritania - Nigeria - Senegal - Somalia |

## Classifica finale
| Campione d'Africa                                                                                               | Campione d'Africa | Campione d'Africa |
| --- | ----------------- | --- |
| Senegal A. Diagne, B. Diagne, A. Diop, L. Diop, Diouf, Dogue, Faye, Guèye, Kaba, López, Ndiaye, Toupane, All. - |                   | |
| Argento | Costa d'Avorio    | Template:Costa d'Avorio di pallacanestro ai campionati africani 1980                                                              |
| Bronzo | Marocco           | MaroccoMezouar, Mezouari, Siwane, Bouazza, Alaoui, Benkhaddouji, Boufarès, Yassir, Guers, el-Oufir, Achad, All. Jean-Paul Rebatet |
| 4. | Algeria           | Template:Algeria di pallacanestro ai campionati africani 1980                                                                     |
| 5. | Congo-Brazzaville | Template:Congo-Brazzaville di pallacanestro ai campionati africani 1980                                                           |
| 6. | Zaire             | Template:Zaire di pallacanestro ai campionati africani 1980                                                                       |
| 7. | Angola            | Template:Angola di pallacanestro ai campionati africani 1980                                                                      |
| 8. | Mauritania        | Template:Mauritania di pallacanestro ai campionati africani 1980                                                                  |
| 9. | Somalia           | Template:Somalia di pallacanestro ai campionati africani 1980                                                                     |
| 10. | Guinea            | Template:Guinea di pallacanestro ai campionati africani 1980                                                                      |
| 11. | Nigeria           | Template:Nigeria di pallacanestro ai campionati africani 1980                                                                     |